# Al-Furqan Institute for Media Production

Логотип агентства

Al-Furqan Institute for Media Production (араб. مؤسسة الفرقان للإنتاج الإعلامي‎ муасасат аль-фурк̣а̄н лиль’ӣнта̄дж аль’ила̄мӣ) — старейшее СМИ террористической организации «Исламское государство». Название от суры Корана — «Аль-Фуркан» («Различение добра и зла»). Занималось производством пропагандистской текстовой, аудио- и видеопродукции, включая заявления лидера ИГ Абу Бакра аль-Багдади. Широкую известность получили такие информационные продукты агентства как документальный фильм «Звон мечей» и серия видеороликов с обезглавливанием американских журналистов Джеймса Фоли и Стивена Сотлоффа, а также британца Дэвида Хэйнса.

## История
Основано в ноябре 2006 года. В пресс-релизе «Исламского государства Ирак» агентство назвали «важной вехой на пути к джихаду; прославленным СМИ, которое вносит существенный вклад в борьбу с крестоносцами и их пособниками и разоблачает ложь западных СМИ».
Летом 2007 года пережило потерю в связи с захватом министра информации «Исламского государства Ирак» Абу Халида аль-Машадани коалиционными силами. В июне 2007 года войска международной коалиции в иракском городе Самарра захватили один из офисов агентства, где обнаружили компьютерную технику и студию для производства фильмов. Директор агентства Абу Мухаммад аль-Фуркан был убит в октябре 2016 года.

## Продукция
Начиная с 2006 года выпустило больше 200 видео, включая такие известные как:
- «Лучшая умма» (араб. أمة الخير‎)
- Четырёхсерийная видеосерия «Звон мечей» (араб. صليل الصوارم‎)
- «Наставление и радостные вести для муминов» (араб. هدى وبشرى للمؤمنين‎)
- «Корона чести» (араб. تاج الوقار‎)
- Двухсерийная видеосерия «Колонны шахидов» (араб. قوافل الشهداء‎)
- «Исламское государство продолжает существовать» (араб. دولة الإسلام باقية‎)
- «Газават мести за наших узников в Фаллудже» (араб. غزوة الثأر لأسرانا في الفلوجة‎)
- «Газават имени Абу Хафса аль-Машхадани» (араб. غزوة أبي حفص المشهداني‎)
- «Газават имени Руби ибн Амира» (араб. غزوة ربعي بن عامر‎)
- «Газават, которым завоевали Ани» (араб. غزوة فكوا العاني‎)
- Пятисерийная видеосерия «Рыцари шахады» (араб. فرسان الشهادة‎)
- «Пожинание одолённых в Месопотамии» (араб. حصاد المنهزمين في بلاد الرافدين‎)